# Nadha
Nadha es el tercer álbum de estudio del grupo de pop rock chileno Kudai. Se lanzó al mercado en Latinoamérica el 13 de mayo de 2008, bajo la discográfica EMI. Su nombre proviene del sánscrito que significa "sonido que viene de lo más profundo del ser". El álbum fue nominado a "Mejor Álbum Pop por un Dúo / Grupo con Vocales" en los Premios Grammy Latinos 2008 el 13 de noviembre de 2008. Gracias a este disco Kudai fue nombrado artista prioritario de EMI Music.
Nadha tuvo una edición especial para Estados Unidos en donde incluía las canciones «Déjame gritar», «Quiero mis quinces» y «Tú», omitiendo del disco original las canciones «Abrázame», «Todo peor» y «Aquí estoy (You're Not Alone)». Pese a anunciar en repetidas ocasiones la independencia de este álbum de los trabajos anteriores con Gustavo Pinochet.
Nadha fue el último álbum de estudio que Kudai lanzó antes de su separación en el año 2010, y también es el último álbum que cuenta con la participación vocal de la ecuatoriana Gabriela Villalba. 

## Composición
El álbum contiene 12 canciones, de las cuales seis fueron compuestas por Koko Stambuk en coautoría de Kudai. Otras tres canciones fueron escritas por Carlos Lara. También se encuentran dos canciones compuestas por Cathy Lean, de integrante de la agrupación de rock chileno Mal Corazón. La última canción fue compuesta en Canadá por Tomas «Twags» Salter, Shelly Peiken y Mónica Vélez. Nadha es un disco muy comprometido con la sociedad, ya que trata los temas del calentamiento global, la violencia entre parejas, la homosexualidad, la relación de los padres con los hijos y otros temas de gran impacto social.  
Nadha abre con la intro del primer tema, «Lejos De Aquí», que inicia con un sonido ambiental con noticias de televisión de fondo. La canción de estilo pop uptempo trata del calentamiento global y sus futuras consecuencias. El siguiente tema es una balada power pop titulada «Nada Es Igual», con una letra emocional sobre perder a alguien. La tercera canción del álbum, «No Te Vayas», contiene una batería pulsante y guitarras acústicas, que le brindan una vibra teen pop. «Abismo», al igual que «Todo Peor», ambas son canciones interpretadas originalmente por la banda de rock Mal Corazón. La primera es una balada pop rock repleta de una atmósfera acústica, mientras que la segunda contiene un riff de guitarra estilo texano en el puente. 
La quinta pista de Nadha, «Disfraz», es una canción emo pop que aborda el tema de la homosexualidad desde la perspectiva de una persona con esta preferencia sexual. La siguiente canción, «Calendario», es una balada soft rock en la que el narrador expresa los sentimientos abrumadores de estar lejos de su amante. La séptima pista, «Morir De Amor», es un tema uptempo pop rock influenciado por el dance y synth pop que narra una relación tóxica. La balada power pop de estilo soft rock «Abrázame» recibió comparaciones a los trabajos del grupo mexicano RBD. El corte de rock alternativo, «Cicatriz», incluye fuerte instrumentación de guitarras y batería, además de una potente interpretación vocal de parte de las integrantes femeninas Gabriela Villalba y Bárbara Sepúlveda (cantante) y habla sobre el estado depresivo de una persona.  
La undécima pista del álbum, «Abre Los Ojos», también recibió comparación con las primeras producciones de RBD por su estilo pop rock y teen pop. El último tema de Nadha, «Aquí Estoy (You're Not Alone)», es una balada sobre darle animo a alguien que se siente desalentado de la vida.   

## Promoción
Cuatro sencillos se publicaron de Nadha: «Lejos de aquí», «Nada es igual», «Morir de amor» y «Disfraz». Los primeros tres gozaron de buen rendimiento en las listas musicales de Latinoamérica, mientras que el último EMI Latino no envió a suficientes radios comerciales para que impactara en las listas. 
Otras canciones del álbum como «No te vayas» recibió rotación radial en algunas regiones, llegando a entrar al top ten de las listas musicales, incluyendo en Honduras, donde se ubicó en la posición número ocho.
Nadha ha vendido más de 400 000 mil copias en todo el continente.

## Lista de canciones del álbum
| N.º   | Título                          | Escritor(es)                                | Productor(es) | Duración |  |
| 1.    | «Lejos de aquí»                 | Cristián Daniel Stambuk · Kudai             | Carlos Lara   | 4:17     |  |
| 2.    | «Nada es igual»                 | Carlos Lara                                 | Lara          | 4:22     |  |
| 3.    | «No te vayas»                   | Stambuk · Kudai                             | Lara          | 4:02     |  |
| 4.    | «Abismo»                        | Cathy Lean · Jorge Flores                   | Lara          | 3:33     |  |
| 5.    | «Disfraz»                       | Stambuk · Kudai                             | Lara          | 4:04     |  |
| 6.    | «Calendario»                    | Stambuk · Kudai                             | Lara          | 4:10     |  |
| 7.    | «Morir de amor»                 | Stambuk · Kudai                             | Lara          | 3:57     |  |
| 8.    | «Abrázame»                      | Lara                                        | Lara          | 3:34     |  |
| 9.    | «Cicatriz»                      | Stambuk · Felipe Gajardo · Elisa Montes     | Lara          | 3:11     |  |
| 10.   | «Todo peor»                     | Lean · Flores                               | Lara          | 3:46     |  |
| 11.   | «Abre los ojos»                 | Lara                                        | Lara          | 3:55     |  |
| 12.   | «Aquí estoy» (You're Not Alone) | Tomas Salter · Shelly Peiken · Mónica Vélez | Lara          | 3:50     |  |
| 46:41 |                                 |                                             |               |          |  |

| Edición 2009 |                             |                     |               |          |  |
| N.º          | Título                      | Escritor(es)        | Productor(es) | Duración |  |
| 13.          | «Hoy quiero (versión pop)»  | Juan Blas Caballero | Stambuk       | 2:50     |  |
| 14.          | «Hoy quiero (versión rock)» | Caballero           | Stambuk       | 2:40     |  |
| 52:11        |                             |                     |               |          |  |

| Edición USA |                      |                                       |                  |          |  |
| N.º         | Título               | Escritor(es)                          | Productor(es)    | Duración |  |
| 1.          | «Lejos de aquí»      | Stambuk · Kudai                       | Lara             | 4:17     |  |
| 2.          | «Nada es igual»      | Lara                                  | Lara             | 4:22     |  |
| 3.          | «No te vayas»        | Stambuk · Kudai                       | Lara             | 4:02     |  |
| 4.          | «Abismo»             | Lean · Flores                         | Lara             | 3:33     |  |
| 5.          | «Disfraz»            | Stambuk · Kudai                       | Lara             | 4:04     |  |
| 6.          | «Calendario»         | Stambuk · Kudai                       | Lara             | 4:10     |  |
| 7.          | «Morir de amor»      | Stambuk · Kudai                       | Lara             | 3:57     |  |
| 8.          | «Cicatriz»           | Stambuk · Felipe Gajardo · E. Montes  | Lara             | 3:11     |  |
| 9.          | «Abre los ojos»      | Lara                                  | Lara             | 3:55     |  |
| 10.         | «Déjame gritar»      | Gustavo Pinochet · José Miguel Alfaro | Gustavo Pinochet | 3:17     |  |
| 11.         | «Quiero mis quinces» | Pinochet · Alfaro                     | Pinochet         | 3:26     |  |
| 12.         | «Tú»                 | Stambuk                               | Stambuk          | 4:05     |  |
| 46:19       |                      |                                       |                  |          |  |

## Certificaciones
| País   | Organismo certificador | Certificación | Ventas certificadas | Ref   |
| ------ | ---------------------- | ------------- | ------------------- | ----- |
| México | AMPROFON               | Oro           | 40 000              | [ 5 ] |

## Lanzamiento
| País           | Fecha               | Discografía     | Formato |
| -------------- | ------------------- | --------------- | ------- |
| Chile          | 13 de mayo de 2008  | EMI             | CD      |
| México         | 13 de mayo de 2008  | EMI             | CD      |
| Perú           | 13 de mayo de 2008  | EMI             | CD      |
| Colombia       | 13 de mayo de 2008  | EMI             | CD      |
| Venezuela      | 13 de mayo de 2008  | EMI             | CD      |
| Ecuador        | 13 de mayo de 2008  | EMI             | CD      |
| Estados Unidos | 5 de agosto de 2008 | Capitol Records | CD      |